# Sustitución radical-nucleofílica aromática
La sustitución radical-nucleophilica aromática  o SRN1 en química orgánica es un tipo de reacción de sustitución en el que cierto sustituyente en un compuesto aromático es reemplazado por un nucleófilo a través de una especie radical libre como intermediario:
. El sustituyente X es un halógeno y los nucleófilos pueden ser amiduro de sodio, un alcóxido o un nucleófilo de carbono tal como un enolato. A diferencia de la sustitución aromática nucleofílica habitual, no se requieren grupos desactivantes  en el areno.
Este tipo de reacción fue descubierta en 1970 por Bunnett y Kim, y la abreviatura SRN1 significa sustitución-radical-nucleófila unimolecular ya que comparte propiedades con una reacción SN1 alifática. Un ejemplo de este tipo de reacción es la reacción de Sandmeyer.

## Mecanismo de reacción
En esta sustitución de radicales, el haluro de arilo 1 acepta un electrón de un iniciador radical que forma un anión radical 2. Este intermediario reacciona para formar un radical arilo 3 y un anión halogenuro. El radical arilo reacciona con el nucleófilo 4 a un nuevo anión radical 5 el cual procede a formar el producto sustituido transfiriendo su electrón a un nuevo halogenuro de arilo en la propagación de la cadena. Alternativamente, el radical fenilo puede extraer cualquier protón disponible de 7 que forma el areno 8 en una reacción en cadena de terminación.

## Reacción de Bunnett
La implicación de un intermediario radical en un nuevo tipo de sustitución aromática nucleofílica se propuso cuando la distribución del producto se comparó entre un cierto cloruro aromático y un yoduro aromático en reacción con amiduro de potasio. La reacción del cloruro procede a través de un intermedio arino clásico:
Los isómeros 1a y 1b forman el mismo arino 2 el cual continúa reaccionando con las anilinas 3a y 3b en una proporción de 1 a 1.5. El control cinético sobre el termodinámico daría una proporción 1:1 pero el efecto estérico adicional y los factores electrónicos también participan en la cinética de la reacción.
Cuando se reemplaza el cloro por yodo en el residuo 1,2,4-trimetilbenceno, se altera drásticamente la distribución del producto:
Esto recuerda a la sustitución-ipso con 1a formando preferentemente el 3a mientras que el intermediario 1b forma 3b. Los sustractores de radicales suprimen la sustitución ipsoa favor de la sustitución favorecida cinéticamente y la adición de potasio metálico como un donante de electrón e iniciador radicalario hacen exactamente la reacción opuesta.